# Sybra pallens
Sybra pallens là một loài bọ cánh cứng trong họ Cerambycidae.